# Chukhrovite-(Ce)
La chukhrovite-(Ce) (simbolo IMA: Chk-Ce) è un raro minerale del gruppo della chukhrovite appartenente alla famiglia degli "alogenuri" con composizione chimica Ca3CeAl2(SO4)F13 • 12H2O.

## Etimologia e storia
La chukhrovite-(Ce) è stato dato nel 1978 da Kurt Walenta per via del fatto che il minerale è l'analogo del cerio della chukhrovite-(Y) (all'epoca, semplicemente chukhrovite), dominata dall'ittrio. Il nome radice è in onore del mineralogista russo Fëdor Vasil'evič Čuchrov (1908-1988).

## Classificazione
La chukhrovite-(Ce) è stata approvata dall'Associazione Mineralogica Internazionale (IMA) come specie indipendente nel 2024, quindi non è elencata nella classica nona edizione della sistematica di Strunz (aggiornata dall'IMA fino al 2009); il minerale è elencato nell'edizione successiva, proseguita dal database "mindat.org" dove si trova nella classe "3. Alogeni" e nella sottoclasse "3.C Alogeni complessi"; qui è nella sezione "3.CG Alluminofluoruri con CO3, SO4, PO4" dove forma il sistema nº 3.CG.10 insieme a meniaylovite, chukhrovite-(Y) e chukhrovite-(Nd).
Nella Sistematica dei lapis (Lapis-Systematik) di Stefan Weiß la chukhrovite-(Ce) si trova nella classe degli "alogenuri (fluoruri, cloruri, bromuri, ioduri)" e nella sottoclasse degli "alogenuri doppi (principalmente con OH,H2O)"; qui è nella sezione dei "fluoruri" dove forma il sistema nº III/C.01 insieme ad acuminite, artroeite, chukhrovite-(Ca), chukhrovite-(Nd), chukhrovite-(Y), creedite, gearksutite, jakobssonite, leonardsenite, meniaylovite e tikhonenkovite.
Anche la classificazione dei minerali secondo Dana, usata principalmente nel mondo anglosassone, elenca la chukhrovite-(Ce) nella famiglia degli "alogenuri"; qui è nella classe dei "composti alogenuri" e nella sottoclasse dei "composti alogenuri con vari anioni". Qui forma il "gruppo della chukhrovite" con il numero di sistema 12.1.5 insieme alla chukhrovite-(Y).

## Abito cristallino
La chukhrovite-(Ce) cristallizza nel sistema cubico nel gruppo spaziale Fd3 (gruppo nº 203) con la costante di reticolo a = 16,7608(5) Å, oltre ad avere 8 unità di formula per cella unitaria.

## Origine e giacitura
A seconda del luogo di ritrovamento, la chukhrovite-(Ce) è stata rinvenuta in un giacimento idrotermale di barite-fluorite (per campioni provenienti dalla miniera di "Clara", Germania) dove è in paragenesi con fluorite, jarosite, pirite e zolfo nativo, oppure dalla zona ossidata di un giacimento di sellaite-tormalina-fluorite (per campioni trovati nel giacimento di "Yaroslavsk", Russia), dove è in paragenesi con sellaite, gearksutite e yaroslavite.
La chukhrovite-(Ce) è un minerale molto raro ed è stata trovata in pochissimi siti: la miniera di "Tripi" (38.01389°N 15.4075°E) ad Alì Terme (in Sicilia, Italia), che è la località tipo del minerale; sempre in Italia il minerale è stato trovato nella miniera di "Valvassera" in Valganna (Lombardia).
Altri luoghi sono il distretto minerario di "Voznesenskii" (nel Territorio del Litorale, Russia); le miniere di "Uranus" (presso Annaberg-Buchholz in Sassonia) e di "Clara" (presso Ortenaukreis nel Baden-Württemberg), entrambe in Germania; presso Rauris (nel Salisburghese, in Austria).

## Forma in cui si presenta in natura
La chukhrovite-(Ce) forma cristalli ottaedrici con dimensioni fino a 1,5 mm. Sono trasparenti con lucentezza da vitrea, a grassa, a perlacea; il colore è bianco, con una sfumatura lilla e il colore del suo striscio è bianco.

## Proprietà
A causa del suo contenuto di cerio di circa il 12,74%, la chukhrovite-(Ce) è radioattiva; tenendo conto delle proporzioni degli elementi radioattivi nella formula molecolare idealizzata e dei successivi decadimenti della serie di decadimento naturale, per il minerale viene fornita un'attività specifica di circa 285 Bq/g (per confronto, il potassio naturale possiede un'attività specifica 0,0312 kBq/g).
Il minerale è fortemente solubile in acido solforico diluito (H2SO4), così come in acido nitrico (HNO3) diluito.